# Mark Rypien
Mark Robert Rypien (nacido el 2 de octubre de 1962 en Calgary, Alberta, Canadá) es un exjugador de fútbol americano. Jugó en la posición de quarterback en la National Football League.

## Biografía
Jugó fútbol americano universitario con los Washington State Cougars. Dejó la universidad para ser seleccionado en la 6ª ronda del draft de 1986. Pasó los siguientes dos años en la lista de jugadores lesionados de los Washington Redskins. Vio desde las laterales como los Redskins ganaban el Super Bowl XXII bajo el liderazgo de Joe Gibbs en enero de 1988. Con Doug Williams mermado por lesiones de espalda y envejeciendo y con el canje de Jay Schroeder a Los Angeles Raiders, Rypien logró emerger desde la banca. En su primer año como titular, lanzó para 3.768 yardas con 22 touchdowns. También fue seleccionado a su primer Pro Bowl, aunque fue seleccionado debido a la lesión de otro jugador.
Rypien jamás fue un quarterback con mucha movilidad, pero eso era compensado siendo muy preciso en sus pases profundos. Muchos reporteros deportivos hacían bromas acerca de que en los calentamientos previos a cualquier partido no podía conectar un solo pase con receptores como Gary Clark o Art Monk, pero que de alguna manera podía completar pases de 50 yardas o más con esos mismos receptores.
1991 posiblemente fue su mejor año como profesional; lanzó para 3.564 yardas y 28 touchdowns con 11 intercepciones, llevando a los Redskins al Super Bowl XXVI después de que terminaran con marca de 14-2 en la temporada regular. Fue seleccionado como el jugador más valioso de ese partido, pasando para 292 yardas y 2 touchdowns dirigiendo a su equipo a una victoria por marcador de 37-24 sobre los Buffalo Bills. Rypien, un nativo de Calgary, Alberta, se convirtió en el primer jugador nacido fuera de los Estados Unidos en lograr tal honor. Rypien fue también seleccionado al Pro Bowl tanto en 1989 como en 1991.
Rypien fue uno de varios jugadores en lograr beneficiarse del éxito del equipo después de esa temporada. Los Redskins le ofrecieron un contratom por tres años y 9 millones de dólares al comenzar la temporada de 1992. Sin embargo, el equipo comenzó a tener problemas con la edad de varios jugadores y las lesiones de varios más (sobre todo con Los Cerdos) y terminaron la temporada con marca de 9-7, apenas calificando a los playoffs. Consiguió 3.282 yardas por pase, pero su eficiencia bajó de un 97,9 en 1991 a un 71,7 en 1992 y tuvo más intercepciones que touchdowns (17 a 13). Ya en los playoffs lograron vencer como visitantes a los Minnesota Vikings en el partido de Wild Card de la NFC, pero eventualmente los Redskins perdieron en contra de los San Francisco 49ers, dando fin a la era de Rypien en Washington.
Bajo el liderazgo del nuevo entrenador Richie Petitbon, Rypien tuvo su mejor campamento de entrenamiento de toda su carrera en 1993 y sus expectativas eran altas después de una victoria en un juego de Lunes por la noche en contra del campeón defensor, los Dallas Cowboys. Desafortunadamente Rypien se lastimó una rodilla en la segunda semana en un juego en contra de los Arizona Cardinals y a partir de ese punto el equipo jamás fue contendiente, terminando la temporada con marca de 4-12. Cuando volvió a jugar, Rypien compartió el puesto con en nuevo quarterback recién adquirido por Washington, Rich Gannon.
Los Redskins contrataron a Norv Turner como su entrenador en 1994. Rypien participó en los entrenamientos de la temporada baja, pero decidieron dejarlo libre y seleccionaron a Heath Shuler en la primera ronda del draft de 1994. Shuler terminó siendo uno de los más grandes fiascos en la historia de la draft de la NFL y los Redskins tuvieron muchas dificultades durante todo lo que restó de la década de 1990, batallando con los límites salariales y la obvia falta de jugadores talentosos.
Rypien fue a dar a los Cleveland Browns en 1994 como jugador de reserva, a los St. Louis Rams en 1995 y 1997, los Philadelphia Eagles en 1996 y los Indianapolis Colts en 2001.
Su último pase de touchdown fue al reemplazar a Ty Detmer con los Eagles. Fue un pase corto de 8 yardas a Irving Fryar faltando cinco segundos en una derrota por marcador de 37-10 en contra de los Indianapolis Colts.
Su partido final fue el 10 de junio de 2006; Rypien jugó un partido para los Rochester Raiders de la Continental Indoor Football League.

## Estadísticas profesionales
| Temporada | Equipo              | PJ  | PT | Ints | Comp | Pct  | Yds    | TD  | Int | Rate  |
| --------- | ------------------- | --- | -- | ---- | ---- | ---- | ------ | --- | --- | ----- |
| 1988      | Washington Redskins | 9   | 6  | 208  | 114  | 54,8 | 1.730  | 18  | 13  | 85,2  |
| 1989      | Washington Redskins | 14  | 14 | 476  | 280  | 58,8 | 3.768  | 22  | 13  | 88,1  |
| 1990      | Washington Redskins | 10  | 10 | 304  | 166  | 54,6 | 2.070  | 16  | 11  | 78,4  |
| 1991      | Washington Redskins | 16  | 16 | 421  | 249  | 59,1 | 3.564  | 28  | 11  | 97,9  |
| 1992      | Washington Redskins | 16  | 16 | 479  | 269  | 56,2 | 3.282  | 13  | 17  | 71,7  |
| 1993      | Washington Redskins | 12  | 10 | 319  | 166  | 52,0 | 1.514  | 4   | 10  | 56,3  |
| 1994      | Cleveland Browns    | 6   | 3  | 128  | 59   | 46,1 | 694    | 4   | 3   | 63,7  |
| 1995      | St. Louis Rams      | 11  | 3  | 217  | 129  | 59,4 | 1.448  | 9   | 8   | 77,9  |
| 1996      | Philadelphia Eagles | 1   | 0  | 13   | 10   | 76,9 | 76     | 1   | 0   | 116,2 |
| 1997      | St. Louis Rams      | 5   | 0  | 39   | 19   | 48,7 | 270    | 0   | 2   | 50,2  |
| 2001      | Indianapolis Colts  | 4   | 0  | 9    | 5    | 55,6 | 57     | 0   | 0   | 74,8  |
| Totales   |                     | 104 | 78 | 2613 | 1466 | 56,1 | 18.473 | 115 | 88  | 78,9  |

Abreviaciones

PJ= Partidos jugados

PT= Partidos como titular

Ints= Pases intentados

Comp= Pases completos

Pct= Porcentaje de pases completos

Yds= Yardas

TD= Touchdowns

Int= Intercepciones

Rate= Eficiencia de pase